# Bouza
Bouza este o comună urbană din departamentul Bouza, regiunea Tahoua, Niger, cu o populație de 63.474 de locuitori (2001).